# Pallacanestro Pavia
El Pallacanestro Pavia, conocido también por motivos de patrocinio como Edimes Pavia fue un equipo de baloncesto italiano con sede en la ciudad de Pavia, que compitió en la Serie A Dilettanti, la tercera división del baloncesto italiano. Disputaba sus partidos en el PalaRavizza, con capacidad para 4000 espectadores.

## Historia
En 1943 se funda el Onda Pavia, cambiando el nombre por Pallacanestro Pavia en 1948, compitiendo en la Serie A hasta 1955, cuando descienden de categoría. Pero problemas económicos hacen que el club se reconvierta de nuevo en el Onda en 1963, partiendo desde las categorías inferiores. En 1975 se une a otros tres equipos, l'Olmo, la Celeres y la Virtus, recuperando de nuevo la denominación de Pallacanestro Pavia.
En 1985 alcanzan por fin la Serie A2, patrocinados por Annabella. Durante varias temporadas están a punto de descender, pero en 1991, de la mano de Oscar Schmidt, acaban en la cuarta posición de la liga regular, alcanzando el ascenso en los play-offs. Pero dura poco la alegría, ya que al año siguiente vuelven a descender a la A2. Varios jugadores claves abandonan el equipo, llegando en 1995 a descencer a la Serie B, provocando la desaparición de nuevo del equipo.
En 1997 se forma la Nuova Pallacanestro Pavia, partiendo de nuevo de categorías inferiores, hasta que en 2001 consiguen la Copa de Italia de la B1, ascendiendo a la LegADue.

## Palmarés
- Copa de Italia (B1)
  - Campeón 2001

## Jugadores destacados
- Oscar Schmidt
- Danilo Gallinari
- Bob Thornton
- Mike Davis
- Hernán Montenegro